# Pseudobacciger manteri
Pseudobacciger manteri är en plattmaskart. Pseudobacciger manteri ingår i släktet Pseudobacciger och familjen Fellodistomatidae. Inga underarter finns listade i Catalogue of Life.